# Baskervilla colombiana
Baskervilla colombiana es una especie de orquídeas de hábito terrestre originaria de Nicaragua y que se extiende hasta el sur de Venezuela.

## Descripción
Es una orquídea de hábito terrestre que alcanza hasta 50 cm de alto, glabras, con raíces alargadas y puberulentas; escapo floral 40 cm de alto, erecto, cubierto con vainas. Hojas basales y erectas, elíptico-ovadas, de 8 cm de largo y 4 cm de ancho, cortamente acuminadas; los pecíolos de 4-8 cm de largo, canaliculados, dilatados en la base. Inflorescencia un racimo, de 12-15 cm de largo y 2.5 cm de ancho, densamente multifloro, las brácteas florales ovado-lanceoladas, de 5-7 mm de largo, acuminadas, las flores blancas con espolón verdoso en su porción basal; sépalo dorsal libre, lanceolado, de 7 mm de largo y 2.5 mm de ancho, obtuso, 3-nervios, los sépalos laterales oblicuos, de 8 mm de largo y 3-3.5 mm de ancho, fuerte y conspicuamente enrollados; los pétalos de 5 mm de largo y 2 mm de ancho en la porción inmediatamente por arriba de la uña, el resto 1 mm de ancho, adnados aproximadamente a la mitad de la longitud de la columna, obtusos, dilatados en la porción basal; labelo sacciforme, de 8 mm de largo y 4 mm de ancho sobre la porción apical, unido a la base de la columna, 3-lobado cuando aplanado, el lobo medio subredondeado, la porción basal y el espolón lateralmente aplanados, piloso internamente; columna suberecta, 5 mm de largo, terete, polinios 4, redondeados; ovario 7-9 mm de largo, pedicelado.

## Distribución y hábitat
Se distribuye por Costa Rica, Panamá, Venezuela, Colombia y  Nicaragua donde es conocida por una sola colección (Stevens 10834) encontrada en las nebliselvas del Volcán Mombacho en Granada en alturas de 1100-1220 m s. n. m. (metros sobre el nivel del mar). La floración se produce en noviembre. Las plantas tienen el hábito similar a B. colombiana Garay, pero difieren en sus flores más pequeñas y la forma de los segmentos florales, los pétalos no dolabriformes, los sépalos laterales sin bases cordadas y los lobos laterales del labelo no acuminados.

## Taxonomía
Baskervilla colombiana fue descrita por Leslie A. Garay y publicado en Svensk Botanisk Tidskrift 47: 196. 1953.
Etimología
Baskervilla nombre genérico en homenaje a Thomas Baskerville, botánico inglés.
colombiana: epíteto geográfico que alude a su localización en Colombia.
Sinónimos
- Baskervilla nicaraguensis Hamer & Garay, Icon. Pl. Trop. 7: t. 610 (1982).[3][4]